# Conger orbignianus
Conger orbignianus es una especie de pez del género Conger, familia Congridae. Fue descrita científicamente por Valenciennes en 1837.
Se distribuye por la región del Atlántico Oriental: golfo de Guinea desde Annobón, Guinea Ecuatorial hasta Moçâmedes, Angola. Atlántico Occidental: Río de Janeiro, Brasil hasta el golfo San Jorge, Argentina. La longitud total (TL) es de 112 centímetros. Habita en aguas poco profundas de plataformas continentales.
Está clasificada como una especie marina inofensiva para el ser humano.